# Erucius vitreus
Erucius vitreus är en insektsart som först beskrevs av John Obadiah Westwood 1842.  Erucius vitreus ingår i släktet Erucius och familjen Chorotypidae. Inga underarter finns listade i Catalogue of Life.